# Bjorelvnes

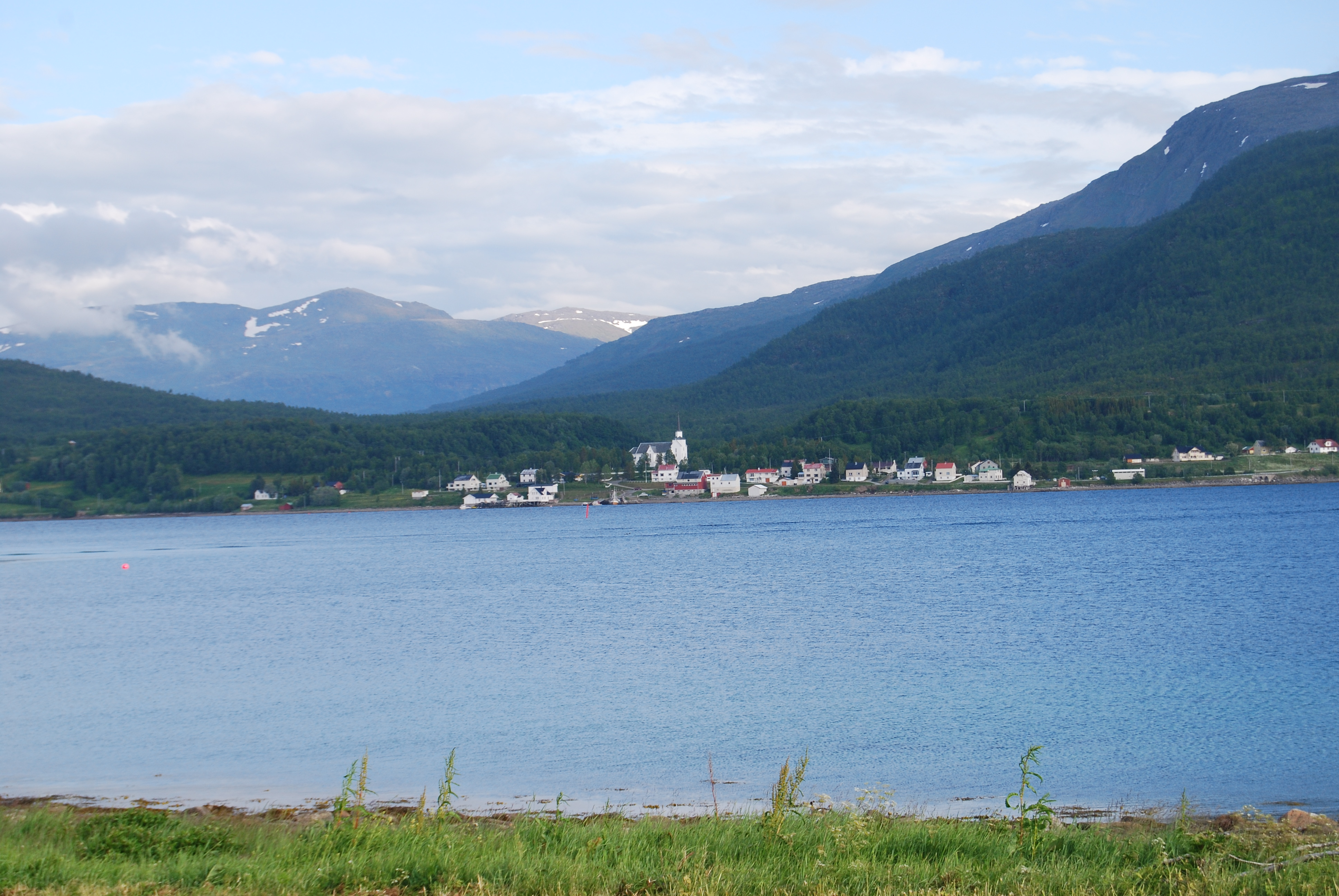

Bjorelvnes é uma vila na comuna Lenvik, Troms 14 km ao norte de Finnsnes e possui pouco mais de 300 habitantes. Em Bjorelvnes encontra-se a Igreja de Lenvik, construída em 1879, o Museu de Lenvik e o Sistema de Balsas para Gibostad até 1985.
Bjorelvnes tem seu próprio centro comunitário. Recentemente foram construídos uma loja e um posto de gasolina. Bjorelvnes atende ao distrito escolar de Kårvik e seu endereço de correios é 9300 Finnsnes.

## População
Últimos dados:
| 2000 | 2005 | 2007 |
| ---- | ---- | ---- |
| 534  | 490  | 448  |